# Radoje Domanović
Radoje Domanović (srbsko Радоје Домановић), srbski književnik-satirik, profesor in novinar, * 9. oktober 1873, Ovsište, Srbija, † 17. avgust 1908, Beograd.

## Življenje
Radoje Domanović se je rodil v učiteljski družini 16. februarja 1873 v šumadijski vasi Ovsište, kragujevški okraj. Otroška leta je preživel v vasi Jarušice, nedaleč od Kragujevca. Gimnazijo je končal v Kragujevcu, filozofsko fakulteto pa leta 1898 v Beogradu. Po končanih študijih je bil imenovan za gimnazijskega učitelja in je služboval v Vranju, Pirotu in Leskovcu. V Pirotu se je oženil z vaško učiteljico. 
Že 1898 pa je bil iz političnih razlogov odpuščen iz državne službe in je do leta 1900 živel od književnosti in novinarstva. Tedaj je bil postavljen za pisarja v ministrstvu prosvete, a leta 1902 iz političnih razlogov spet odpuščen iz državne službe. Leto dni 1903/4 je prebil na dopustu v Monakovem. Leta 1905 je bil imenovan za šefa-korektorja v Državni tiskarni. Toda zaradi preganjanja in pogostega odpuščanja iz državne službe, ki si ga je nakopal zaradi svojih naprednih idej in svoje borbene narave, posebno pa zavoljo svojih ostrih satir na politično in družbeno stanje v Srbiji konec XIX in v začetku XX stoletja, je podlegel tuberkulozi in je razočaran preživel zadnja leta svojega življenja v bedi in siromaštvu. Umrl je v Beogradu dne 17. avgusta 1908.

## Dela
V dobrih desetih letih svojega pisateljevanja je izdal Domanović več knjig. Kot korektor Državne tiskarne je izdajal Stradijo, satirično-politični list, 1899 pa je objavil v Požarevcu dve knjigi Povesti, izdal 1902 Očko Mito, povest iz srbskega življenja, 1903 Tri zgodbe za mladino. 1905 je izdala Srbska književna zadruga izbor njegovih povesti, ki vsebuje njegove najmočnejše satire Vodja, Žig, Kraljevič Marko drugič med Srbi. S svojo najbolj znano povestjo Stradija se je uveljavil kot najizvirnejši in najostrejši srbski satirični pisatelj.
- Čudne sanje (Moderna vstaja), 1902
- Jaz glasujem za slepce (iz šolskega življenja), 1902
- Kraljevič Marko drugič med Srbi, 1902
- Mrtvo morje, 1902
- Ne razumem, 1898
- Nikjer rešitve, 1901
- Odprava strasti, 1898
- Premišljevanja navadnega srbskega vola, 1902
- Stradija, 1902
- Vodja, 1901
- Žig, 1899